# 恩斯特·迪尔
恩斯特·迪尔（Ernst Diehl，1949年3月28日—）是一名已退休的德国足球运动员和教练，出生于埃奇贝格。球员生涯11个赛季仅代表凯泽斯劳滕征战德甲联赛。

## 荣誉
- 德国杯亚军： 1971–72, 1975–76